# Tokarzew (województwo łódzkie)
Tokarzew – osada w Polsce położona w województwie łódzkim, w powiecie wieruszowskim, w gminie Galewice.
W latach 1975–1998 miejscowość należała administracyjnie do województwa kaliskiego.